# Michael Neander
Michael Neander (originalmente Neumann) (3 de abril de 1529 – 23 de octubre de 1581) fue un profesor de matemáticas, medicina y astronomía alemán.

## Semblanza
Neander nació en Joachimsthal, Bohemia, y se formó en la Universidad de Wittenberg, graduándose en 1549 y obteniendo su maestría en 1550.
Desde 1551 hasta 1561 enseñó matemáticas y astronomía en Jena, Alemania, ejerciendo como profesor universitario a partir de 1558, cuando la escuela donde enseñaba pasó a ser una universidad. De 1560 hasta su muerte fue profesor de medicina en la Universidad de Jena.
Murió en Jena, Alemania. 

## Eponimia
- El cráter lunar Neander lleva este nombre en su memoria.[1]